# 趙彥衛
趙彥衛（?—?），字景安，浚儀（今河南開封市）人。
魏王趙廷美七世孫。最初佐幕吳門，“外吏而內儒，學而有用者”，隆興元年（1163年）進士。光宗绍熙年间，曾擔任宰乌程县，有政績。寧宗慶元二年（1196年）通判台州。嘉泰二年（1202年），權知隨州。開禧元年（1205年）以朝議大夫知徽州。開禧二年（1206年）自署为新安郡守。
趙彥衛在政治上依附韩侘胄，嘉泰二年二月二十八日上奏請韩侘胄禁绝李焘《续资治通鉴长编》等私史。著有《云麓漫钞》，初名《擁爐闲话》，凡十五卷。